# 庫克郡政府
庫克郡（英語：Shire of Cook）是澳大利亞昆士蘭州遠北部的地方政府，轄境有106,188.4平方公里，居民多數為澳大利亞原住民族。